# NBA All-Star Game 1962
Le NBA All-Star Game 1962 s’est déroulé le 16 janvier 1962 dans le Kiel Auditorium de Saint-Louis. Les All-Star de l’Ouest ont battu les All-Star de l’Est 150 à 130. Bob Pettit (Saint-Louis Hawks) a été élu MVP.

## Effectif All-Star de l’Est
- Bob Cousy (Celtics de Boston)
- Wilt Chamberlain (Warriors de Philadelphie)
- Bill Russell (Celtics de Boston)
- Tom Heinsohn (Celtics de Boston)
- Dolph Schayes (Syracuse Nationals)
- Paul Arizin (Warriors de Philadelphie)
- Tom Gola (Warriors de Philadelphie)
- Richie Guerin (Knicks de New York)
- Larry Costello (Syracuse Nationals)
- Hal Greer (Syracuse Nationals)
- Sam Jones (Celtics de Boston)
- Willie Naulls (Knicks de New York)
- Johnny Green (Knicks de New York)

## Effectif All-Star de l’Ouest
- Bob Pettit (Saint-Louis Hawks)
- Oscar Robertson (Royals de Cincinnati)
- Jerry West (Lakers de Los Angeles)
- Elgin Baylor (Lakers de Los Angeles)
- Walt Bellamy (Chicago Zephyrs)
- Cliff Hagan (Saint-Louis Hawks)
- Gene Shue (Pistons de Détroit)
- Jack Twyman (Royals de Cincinnati)
- Bailey Howell (Pistons de Détroit)
- Rudy LaRusso (Lakers de Los Angeles)
- Wayne Embry (Royals de Cincinnati)
- Frank Selvy (Lakers de Los Angeles)